# Yongming Yanshou
Yongming Yanshou (永明延壽, pinyin Yǒngmíng Yánshòu; kor. 영명연수 Yŏngmyǒng Yŏnsu; jap. Yōmyō Enju; wiet. Vắng Minh Dang Thọ; ur. 904, zm. 26 grudnia 975) – chiński mistrz chan szkoły fayan, uczeń mistrza chan Tiantaia Deshao. Chociaż daty jego życia świadczą o tym, że jest czasem zaliczany do mistrzów chan okresu Song, to jednak nie miał żadnych związków z państwem Songów. Był mistrzem chan państwa Wuyue. Państwo to zostało włączone do państwa Songów w 978 r., w trzy lata po śmierci mistrza.

## Życiorys

### Wczesne lata
Pochodził z Yuhang w prow. Zhejiang, na zachód od dzisiejszego Hangzhou. Pochodził z rodziny Wang i nazywał się Zhongxuan. Rodzina pochodziła z Danyang w Jiangxi. W celu uniknięcia wojny Wangowie przenieśli się Yuhangu, który znajdował się na terenie państwa Wuyue.
Buddyzmem zainteresował się bardzo wcześnie i jeszcze zanim dorósł, ograniczył posiłki do jednego dziennie na wzór śramanów. Czuł się także szczególnie związany z Sutrą Lotosu, którą czytał po siedem wersów naraz. Po 6 dniach czytania jej, był zdolny do recytowania jej z pamięci. Jak zanotowano w biografii, recytowanie przez niego tej sutry spowodował klęknięcie stada owiec. Jego poważanie dla Sutry Lotosu i cudownych zdarzeń wzmacniało jego związki ze szkołą tiantai.
W wieku 28 lat służył jako komendant wojskowy w fortecy w Huating, który to region graniczył z państwem Wuyue. Yanshou opuścił dom w dość późnym wieku 30 lat i w 937 r. został uczniem mistrza Cuiyana Lingcana w klasztorze Longce w Hongzhou. Odrzucił swoje obowiązki wojskowe i został mnichem. Nigdzie nie ma informacji, że za porzucenie stanowiska w czasie wojny był ścigany czy sądzony za dezercję.
Jego biografia w Song Gaoseng zhuan z 988 r. daje nieco więcej informacji o tym okresie życia Yanshou. Praca ta potwierdza, że służył w wojsku, ale pod wpływem nauk Lingcana zrezygnował z kariery wojskowej i rodziny (żony i dziecka). Tekst ten także informuje, że miał zwyczaj wykupywać zwierzęta i uwalniać je. W tej biografii pojawia się niezrozumiałe wyrażenie „wyraz jego twarzy pozostał niezmieniony”, który zdaje się być wyrwany z kontekstu, być może podczas przeredagowywania tekstu.
Zwrot ten zostaje wytłumaczony w pracy z 1160 r. pod tytułem Longshu jingtu wen (Tekst o Czystej Krainie) autorstwa Wanga Rixiu ze szkoły tiantai, który promował szkołę Czystej Krainy. Wynika z niej, że Yanshou wydawał z kasy rządowej pieniądze na wykupywanie zwierząt i wypuszczanie ich na wolność. Śledztwo wykazało jego winę i, niezależnie od szlachetnego celu, na który szły te pieniądze, został skazany na karę śmierci. Jednak panujący w Wuyue Wenmu wysłał na ogłoszenie wyroku swojego emisariusza, aby sprawdził, czy w momencie skazania go na śmierć wyraz twarzy Yanshou ulegnie zmianie. Emisariusz raportował władcy, że wyraz twarzy Yanshou nie uległ zmianie. Wobec tego Wenmu ułaskawił go.

### Praktyka buddyjska
W nieco wcześniejszej pracy Chanlin sengbao zhuan zestawionej w 1123 r. przez Huihonga, historia opowiedziana jest inaczej. Yangshan podczas powrotu łodzią do Hongzhou zobaczył łódź rybacką wypełnioną duszącymi się rybami. Kupił więc wszystkie ryby i wypuścił do rzeki. Poruszony tym wydarzeniem Yanshou zrezygnował ze swojej kariery i udał się do klasztoru mistrza Lingcana. Wenmu uszanował i zaaprobował jego decyzję i do konfliktu między nimi nie doszło.
Inny późniejszy tekst Lebang wenlei, zestawiony w 1200 r. przez Zongxiao (także z kręgów tiantai i jingtu), zasadniczo potwierdza historię z Longshu jingtu wen.
Po praktyce u mistrza Lingcana, Yanshou udał się na górę Tiantai, na której przebywał mistrz chan Tiantai Deshao, i przez 90 dni siedział tak nieporuszenie w medytacji, że ptaki zrobiły sobie gniazdo w fałdach jego szaty. Mistrz Deshao rozpoznał jego wielkie możliwości, przekazał mu istotę swoich nauk i wygłosił proroctwo: Masz specjalne relacje z panującym w Wuyue i będziesz gorliwie propagować buddyjskie działania w przyszłości.
W tekście Linjian lu (Zapiski z lasu) zapisano historię jego oświecenia, które nastąpiło w trakcie bujian w chwili usłyszenia odgłosu spadającego drewna opałowego. Natychmiast napisał wiersz:
To, co właśnie spadło, nie jest rzeczą, a
To, co leży wszędzie, to nie kurz.
Góry, rzeki i cała ziemia,
Wszystkie są niczym innym, jak tylko przejawieniem się Dharmy.
W 952 r. po praktyce i otrzymaniu przekazu Dharmy od mistrza Deshao, Yanshou udał się do pobliskiego klasztoru Guoqing, w którym podjął praktyki szkoły Czystej Krainy – śpiewy i praktyki ascetyczne.

### Opat
W 952 r. został opatem klasztoru na górze Xuedou (znanej także jako Siming) w Mingzhou w prow. Zhejiang, do którego przyciągnął wielką liczbę praktykujących. W 960 r. na życzenie władcy Wuyue Zhongyiego musiał opuścić ten klasztor i odbudować wielki klasztor Lingyin si w Hangzhou, tuż poza murami miasta na górze Wulin. W następnym roku Zhongyi nakazał mistrzowi przenieść się do świeżo ukończonego klasztoru Huiri Yongming na górze Nanping (南屏山), na południe od jez. Zachodniego w Zhejiang, jako następca jego pierwszego opata Yongminga Daoqiana (ucznia mistrza Fayana i znanego także jako Chuzhou Daoqian).
Yanshou w tym ważnym klasztorze spędził resztę życia (15 lat).
12 miesiąca 975 r. mistrz zachorował. W dwa dni później zwołał mnichów, usiadł wyprostowany w zuochan i zmarł. Według współczesnego kalendarza było to 26 grudnia 975 r.
Jego stupa została zbudowana na górze Dazi.

## Działalność i nauki
Uwagi wstępne: istnieją dwie biografie mistrza, jedna ze źródeł chanu, druga ze źródeł jingtu (Czystej Krainy). Legendarne wydarzenia z życia mistrza, związane z Czystą Krainą, zostały najpewniej sfabrykowane później.
Yanshou został opatem wielkiego i prestiżowego klasztoru w stolicy, wybudowanego specjalnie dla Daoqiana. Za Daoqiana przebywało w klasztorze 500 mnichów i z pewnością wielu świeckich uczniów. Yanshou zostając opatem w tym klasztorze, automatycznie stawał się religijnym liderem w Wuyue. Oznaczało to, że musiał wykonywać także obowiązki, których mistrzowie chan na ogół nie wykonywali. Według Chuandeng lu mistrz w czasie swoich 15 lat w klasztorze Yongming ordynował do stanu mnisiego 1700 uczniów. Z reguły obowiązek ten należał do mistrzów winai. Regularnie prowadził także ceremonie przyjmowania wskazań bodhisattwy dla świeckich buddystów. Ofiarowywał także pożywienie duchom, śpiewał nieustannie Sutrę Lotosu (zaśpiewał ją 13 000 razy) itd. Jego wysiłek propagowania buddyzmu był olbrzymi; w 974 r. zarządzał na górze Tiantai przyjęciem wskazań przez 10 000 ludzi. Oprócz tego napisał liczne wiersze, gathy i hymny. Jego wpływy sięgały bardzo daleko. Król Korei przesłał mu dary i przybywało do niego wielu koreańskich mnichów. 36 z nich osiągnęło oświecenie i powróciło do ojczyzny, rozpowszechniając Dharmę (nauki) mistrza.
Jako prowadzący główny klasztor państwa Wuyue, który administrował buddyzmem wobec społeczeństwa i jako przedstawiciel buddyzmu – Yanshou (tak jak i Tiantai Deshao) musiał być przedstawicielem bardziej konserwatywnych i konwencjonalnych nauk i praktyk buddyjskich (przynajmniej na zewnątrz). Jednak kładł nacisk na to, że jego buddyzmem jest chan. Podkreślał, że chan nie powinien być traktowany jako niezależna część szerokiej buddyjskiej tradycji, ale jako kulminacja tej tradycji. Takie jego rozumienie można znaleźć w Zongjing lu. Mistrz łączy postacie patriarchów ze spuścizną literacką – zarówno ich, jak i w ogóle buddyzmu. Podkreślał, że właściwe przesłanie patriarchów chan w Chinach nie może być poprawnie zrozumiane bez ich literatury.
Mistrz wykazuje także koherencję pomiędzy chanem a buddyjskimi naukami (chiń. jiao). Przykładami tego są dla niego Mazu Daoyi i Ehu Dayi. Jest to ciekawe podejście, sprzeczne z ogólnym obrazem mistrza Mazu, który był i jest postrzegany jako nieustannie podkreślający niezależność i nadrzędność chanu oraz małą wartość literatury buddyjskiej. Mazu i Ehu byli przedstawicielami szkoły hongzhou, znanej z krytycyzmu wobec literatury jednak Yanshou twierdzi, że nauki tej szkoły – właściwie rozumiane – wykazują koherencję chanu i jiao.
Kolejnym aspektem jego myśli było – dość subtelne – wskazywanie na bliskie związki chanu z państwem. Wszyscy mistrzowie, których wymienia, mieli ścisłe związki z władcami z dynastii Tang. Huizhong (uczeń Huinenga), Sikong Benjing (także uczeń Huinenga), Ehu Dayi (uczeń Mazu) faktycznie mieli ścisłe kontakty z władzami. Yanshou podkreślając to, sytuuje się więc w większej grupie i ściśle wiąże sukces chanu jako instytucji związanej z polityczną siłą.
Jeśli chodzi o aspekty doktrynalne, to za tekstami związanymi ze szkołą tiantai i Czystej Krainy (zwłaszcza Lebang wenlei i Longshu jingtu wen) uważa się Yanshou za mistrza, który wprowadził do praktyki chanu elementy praktyk szkoły Czystej Krainy. Ten ostatni tekst – zapewne w celach propagandowych – twierdzi, że głównym celem praktyki mistrza nie było oświecenie, a odrodzenie się w Czystej Krainie. Teksty te podają przykłady nieczanistycznych praktyk mistrza. Według tych prac Yanshou z mistrza chan przeobraził się w propagatora Czystej Krainy. Dlatego został on umieszczony na listach patriarchów tej szkoły. Mimo tego, Yanshou powinien być traktowany jako pełnoprawny mistrz chan, nawet jeśli jego praktyka była zabarwiona elementami nauk Czystej Krainy.

## Dzieła
Zachował się spis prac Yongminga, który zawiera 61 pozycji. Do dziś przetrwało ich 10. Kierując się tytułami można je podzielić na następujące grupy:
- Nauki o Umyśle
- Nauki o Huayan
- Nauki tiantai i Czystej Krainy
- Praktyki moralności
- Różne

Najważniejsze jego prace to
- Zongjing lu (Zapiski lustra chanu) – ta obszerna praca w trzech częściach i 100 rozdziałach związana jest z synkretyzmem chanu i jiao (szkół doktrynalnych, związanych z sutrami)
- Wanshan tonggui ji (Miriady cnót powracają do tego samego źródła) – ta praca związana jest z synkretyzmem chanu i jingtu (Czystej Krainy)

## Linia przekazu
Pierwsza liczba oznacza liczbę pokoleń mistrzów od 1 Patriarchy indyjskiego Mahakaśjapy.
Druga liczba oznacza liczbę pokoleń od 28/1 Bodhidharmy, 28 Patriarchy Indii i 1 Patriarchy Chin.
- 39/12. Xuefeng Yicun (822–902)
  - 40/13. Xuansha Shibei (835–908)
    - 41/14. Luohan Guichen (867–928)
      - 42/15. Fayan Wenyi (885–958) Szkoła fayan
        - 43/16. Tiantai Deshao (891–972)
          - 44/17. Yongming Yanshou (904–975) autor Zongjing lu (nauczyciel 37 uczniów z Korei)
            - 45/18. Fuyang Zimeng (bd)
            - 45/18. Zhaoming Jin (bd)
            - 45/18.1 Chŏgyŏn Yŏngjun (930–1018) (Korea – współzałożyciel linii przekazu pŏbon)

          - 44/17. Yong’an Daoyuan (bd) autor Jingde chuandeng lu